# Beşiktaş Jimnastik Kulübü 2016-2017

## Maglie e divise
|  | 1ª divisa | 2ª divisa | 3ª divisa |

## Rosa 2016-2017
In corsivo i calciatori ceduti durante la stagione
| N. |                       | Ruolo | Calciatore        |
| -- | --------------------- | ----- | ----------------- |
| 1  | Spagna (bandiera)     | P     | Fabricio          |
| 2  | Croazia (bandiera)    | D     | Matej Mitrović    |
| 3  | Brasile (bandiera)    | D     | Adriano           |
| 6  | Serbia (bandiera)     | D     | Duško Tošić       |
| 7  | Portogallo (bandiera) | C     | Ricardo Quaresma  |
| 8  | Austria (bandiera)    | C     | Veli Kavlak       |
| 9  | Camerun (bandiera)    | A     | Vincent Aboubakar |
| 10 | Turchia (bandiera)    | C     | Olcay Şahan       |
| 13 | Canada (bandiera)     | C     | Atiba Hutchinson  |
| 14 | Turchia (bandiera)    | D     | Fatih Aksoy       |
| 15 | Turchia (bandiera)    | C     | Oğuzhan Özyakup   |
| 17 | Turchia (bandiera)    | A     | Ömer Şişmanoğlu   |
| 18 | Germania (bandiera)   | C     | Tolgay Arslan     |
| 19 | Germania (bandiera)   | C     | Oğuzhan Aydoğan   |
| 20 | Turchia (bandiera)    | C     | Necip Uysal       |

| N. |                        | Ruolo | Calciatore           |
| -- | ---------------------- | ----- | -------------------- |
| 21 | Turchia (bandiera)     | C     | Kerim Frei           |
| 22 | Armenia (bandiera)     | C     | Aras Özbiliz         |
| 23 | Turchia (bandiera)     | A     | Cenk Tosun           |
| 29 | Turchia (bandiera)     | P     | Tolga Zengin         |
| 30 | Brasile (bandiera)     | D     | Marcelo              |
| 32 | Germania (bandiera)    | C     | Andreas Beck         |
| 33 | Turchia (bandiera)     | C     | Atınç Nukan          |
| 44 | Brasile (bandiera)     | D     | Rhodolfo             |
| 49 | Paesi Bassi (bandiera) | C     | Ryan Babel           |
| 50 | Turchia (bandiera)     | C     | Hamza Küçükköylü     |
| 67 | Turchia (bandiera)     | C     | Muhammed Enes Durmuş |
| 77 | Turchia (bandiera)     | D     | Gökhan Gönül         |
| 80 | Turchia (bandiera)     | D     | Gökhan Inler         |
| 88 | Turchia (bandiera)     | D     | Caner Erkin          |
| 94 | Brasile (bandiera)     | C     | Talisca              |
| 97 | Turchia (bandiera)     | P     | Utku Yuvakuran       |
| 99 | Senegal (bandiera)     | A     | Demba Ba             |

## Risultati

### UEFA Champions League

#### Fase a gironi
| Arbitro: | Milorad Mažić |

|           |           |               |
| Cervi 12’ | Marcatori | 90+3’ Talisca |

| Arbitro: | Felix Zwayer |

|              |           |              |
| Quaresma 29’ | Marcatori | 65’ Cyhankov |

| Arbitro: | Sergej Gennad'evič Karasëv |

|                                   |           |                                |
| Mertens 30’ Gabbiadini 69’ (rig.) | Marcatori | 12’ Adriano 38’, 86’ Aboubakar |

| Arbitro: | Mark Clattenburg |

|                     |           |            |
| Quaresma 79’ (rig.) | Marcatori | 82’ Hamšík |

| Arbitro: | Damir Skomina |

|                                             |           |                                 |
| Tosun 58’ Quaresma 83’ (rig.) Aboubakar 89’ | Marcatori | 10’ Guedes 25’ Semedo 31’ Fejsa |

| Arbitro: | Craig Thomson |

|                                                                                                  |           |  |
| Bjesjedin 9’ Jarmolenko 30’ (rig.) Bujal's'kij 32’ Gonzalez 45+3’ Sydorčuk 60’ Júnior Moraes 77’ | Marcatori |  |

### UEFA Europa League

#### Fase a eliminazione diretta

##### Sedicesimi di finale
| Arbitro: | Martin Atkinson |

|           |           |                                                      |
| Barda 44’ | Marcatori | 42’ (aut.) William Soares 60’ Tosun 90+3’ Hutchinson |

| Arbitro: | Matej Jug |

|                              |           |              |
| Aboubakar 17’ Cenk Tosun 87’ | Marcatori | 64’ Nwakaeme |

##### Ottavi di finale
| Arbitro: | Danny Makkelie |

|               |           |               |
| Cambiasso 36’ | Marcatori | 53’ Aboubakar |

| Arbitro: | Michael Oliver |

|                                        |           |                 |
| Aboubakar 10’ Babel 22’, 75’ Tosun 84’ | Marcatori | 31’ Elyounoussi |

##### Quarti di finale
| Arbitro: | Antonio Mateu Lahoz |

|                       |           |           |
| Tolisso 83’ Morel 85’ | Marcatori | 15’ Babel |

| Arbitro: | Milorad Mažić |

|                                                                                 |                      |                                                               |
| Talisca 27’, 58’                                                                | Marcatori            | 34’ Lacazette                                                 |
| Babel Cenk Tosun Hutchinson Tolgay Arslan Talisca Necip Uysal D. Tošić Mitrović | Tiri di rigore 6 – 7 | Fekir Tolisso Ghezzal Rybus Valbuena Diakhaby Jallet Gonalons |

## Statistiche

### Statistiche di squadra
| Competizione          | Punti | In casa | In casa | In casa | In casa | In casa | In casa | In trasferta | In trasferta | In trasferta | In trasferta | In trasferta | In trasferta | Totale | Totale | Totale | Totale | Totale | Totale | DR  |
| Competizione          | Punti | G       | V       | N       | P       | Gf      | Gs      | G            | V            | N            | P            | Gf           | Gs           | G      | V      | N      | P      | Gf     | Gs     | DR  |
| --------------------- | ----- | ------- | ------- | ------- | ------- | ------- | ------- | ------------ | ------------ | ------------ | ------------ | ------------ | ------------ | ------ | ------ | ------ | ------ | ------ | ------ | --- |
| Süper Lig             | 77    | 17      | 13      | 4       | 0       | 44      | 15      | 17           | 10           | 4            | 3            | 29           | 15           | 34     | 23     | 8      | 3      | 73     | 30     | +43 |
| Türkiye Kupası        | -     | 4       | 3       | 0       | 1       | 7       | 2       | 3            | 1            | 2            | 0            | 4            | 3            | 7      | 4      | 2      | 1      | 11     | 5      | +6  |
| Supercoppa di Turchia | -     | -       | -       | -       | -       | -       | -       | -            | -            | -            | -            | -            | -            | 1      | 0      | 1      | 0      | 1      | 1      | 0   |
| UEFA Champions League | -     | 3       | 0       | 3       | 0       | 5       | 5       | 3            | 1            | 1            | 1            | 4            | 9            | 6      | 1      | 4      | 1      | 9      | 14     | -5  |
| Europa League         |       | 3       | 3       | 0       | 0       | 8       | 3       | 3            | 1            | 1            | 1            | 5            | 4            | 6      | 4      | 1      | 1      | 13     | 7      | +6  |
| Totale                |       | 27      | 19      | 7       | 1       | 64      | 25      | 26           | 13           | 8            | 5            | 42           | 31           | 54     | 32     | 16     | 6      | 107    | 57     | +50 |

### Andamento in campionato
| Giornata  | 1 | 2 | 3 | 4 | 5 | 6 | 7 | 8 | 9 | 10 | 11 | 12 | 13 | 14 | 15 | 16 | 17 | 18 | 19 | 20 | 21 | 22 | 23 | 24 | 25 | 26 | 27 | 28 | 29 | 30 | 31 | 32 | 33 | 34 |
| --------- | - | - | - | - | - | - | - | - | - | -- | -- | -- | -- | -- | -- | -- | -- | -- | -- | -- | -- | -- | -- | -- | -- | -- | -- | -- | -- | -- | -- | -- | -- | -- |
| Luogo     | C | T | C | T | C | T | T | C | T | C  | T  | C  | T  | C  | T  | C  | T  | T  | C  | T  | C  | T  | C  | C  | T  | C  | T  | C  | T  | C  | T  | C  | T  | C  |
| Risultato | V | N | V | V | N | V | V | V | N | V  | V  | N  | N  | V  | P  | V  | V  | V  | V  | P  | V  | V  | V  | N  | N  | V  | V  | V  | P  | N  | V  | V  | V  | V  |
| Posizione | 1 | 3 | 2 | 2 | 3 | 2 | 2 | 2 | 2 | 2  | 2  | 2  | 2  | 2  | 2  | 2  | 2  | 1  | 1  | 1  | 1  | 1  | 1  | 1  | 1  | 1  | 1  | 1  | 1  | 1  | 1  | 1  | 1  | 1  |

Legenda:

Luogo: C = Casa; T = Trasferta. Risultato: V = Vittoria; N = Pareggio; P = Sconfitta.